# Peter Gansevoort
Peter Gansevoort (* 17. Juli 1749 in Albany, Provinz New York, Kolonie des Königreich Großbritannien, heute USA; † 2. Juli 1812 ebenda) war Offizier in der Kontinentalarmee während des Amerikanischen Unabhängigkeitskrieges, der 1777 Barry St. Legers Belagerung von Fort Stanwix widerstand.

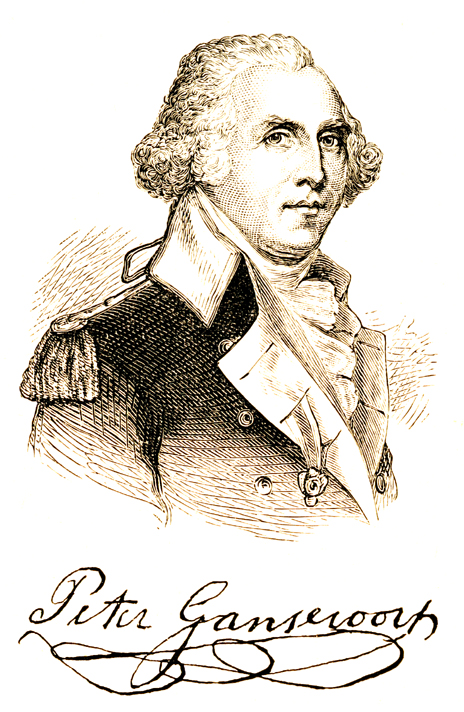
Peter Gansevoort

## Vorleben
Peter Gansevoort wurde in die niederländische Aristokratie Albanys hineingeboren. Sein Vater Harman Gansevoort (1721–1801) repräsentierte die dritte Generation in Amerika, während seine Mutter Magdalena Douw Gansevoort (1718–1796) mit der Familie Van Rensselar verwandt war. Seine Familie war seit 1660 in Albany, seit sie als niederländische Kolonie von Fort Orange gegründet worden war. Sein Vater besaß eine Brauerei und Farmen. Sein jüngerer Bruder Leonard Gansevoort war politisch aktiver als Peter. Er diente im Staatsparlament und im Senat sowie im Kontinentalkongress.
Als die Amerikanische Unabhängigkeitsbewegung anwuchs, ging Peter Gansevoort zur Miliz von Albany. Obwohl ihm die Erfahrung vieler älterer Offiziere fehlte, war er ein taktvoller und überzeugender Anführer. Er war 1,84 m groß und besaß, trotz seines jungen Alters, eine eindrucksvolle Erscheinung. Dies brachte ihm zusammen mit seinen familiären Verbindungen einen Leutnantsrang ein.

## Invasion von Kanada (1775–1776)
Er trat der Kontinentalarmee bei und wurde am 30. Juni 1775 zum Major ernannt und diente als Kampfkommandeur im 2. New Yorker Regiment. Gooje Van Schaik war nominell Oberst, hatte das Regiment aufgestellt und war seit Albany dessen Kommandeur. Oberstleutnant Peter Yates war Erster Kampfkommandeur, blieb jedoch als Wachkommandeur in Fort George zurück, während Major Peter Gansevoort das Gros des Regimentes zusammen mit Richard Montgomerys Streitkräften nach Norden zur Invasion von Kanada führte.
Gansevoort führte seine Männer während der Belagerung des Forts bei St. Johns, das heute unter seinem französischen Namen Saint-Jean-sur-Richelieu bekannt ist. Ende Oktober sandte Montgomery Gansevoort den Fluss hinab, um durch die Einnahme von Fort Chambly die Wirkung der Belagerung zu verstärken. Dort eroberten sie mehr als 120 Fässer des dringend benötigten Kanonenpulvers und einen gewaltigen Mörser mit dem Spitznamen Alte Sau. Sie machten außerdem über 100 Gefangene in der Waliser Füsiliergarnision (Welch Fusilier garrision) unter dem jungen Hauptmann John André. Montgomery verwandte die Alte Sau, um das Feuer auf St. Johns zu eröffnen, das sich am 2. November 1775 gezwungen sah, zu kapitulieren. Gansevoort nahm an der Einnahme Montreals teil, wurde aber während des Angriffs krank. Er begann den Vorstoß auf Québec, aber als seine Truppe Trois-Rivières erreichte, musste er auf einer Trage befördert werden.
Gansevoort kehrte nach Montreal zurück und verbrachte den Winter mit den Kranken der Okkupationsarmee. Im Frühjahr 1776 stockte die Invasion bei Québec; Montgomery war getötet worden und Benedict Arnold war verwundet. Major Gansevoort führte den kämpfenden Rückzug der verbliebenen New Yorker Streitkräfte und stoppte den britischen Vormarsch am Lake Champlain. Als Anerkennung wurde ihm im Juni 1776 das Kommando über Fort George übertragen.

## Die Belagerung von Fort Stanwix
Hauptartikel: Fort Stanwix.
Im November wurde er zum Oberst befördert und erhielt das Kommando über das 3. New Yorker Regiment, das er im Frühjahr 1777 rekrutierte und ausbildete. Oberstleutnant Marinus Willett wurde sein Zweiter Offizier. Sein Zuständigkeitsgebiet erstreckte sich vom Hudson-River-Tal, Fort Edward und Fort George entlang des Mohawk River bis nach Fort Oswego im Nordwesten. Das war die Marschroute von Oberst Barry St. Legers Angriff während des Saratoga-Feldzuges.
Das 3. New Yorker Regiment war nicht sehr gut mit Männern und Ausrüstung ausgestattet, trotz der Unterstützung der lokalen Milizeinheiten. Gansevoort überließ den Briten Fort Oswego und entschied, Fort Stanwix nahe dem heutigen Rome zu verteidigen. Das Fort war nach den Franzosen- und Indianerkriegen aufgegeben worden. Gansevoort und Willet ließen das Fort wiederherstellen und verstärkten seine Verteidigung. Sie errichteten eilig die Garnison und schafften die letzte Bootsladung mit Versorgungsgütern unter dem Feuer von St. Legers vorrückenden Truppen ins Fort.
Gansevoort hielt mit seinen 750 Männern das Fort, das nun stark genug war, einem einfachen Angriff zu widerstehen. St. Leger traf am 2. August mit mehr als 860 Mann gemischten Truppen und 1.000 Indianer ein und die Belagerung begann. Die Amerikanische Streitkraft ließ sich nicht einschüchtern und Gansevoort führte einen begeisterten Verteidigungskampf an. Er hielt drei Wochen durch, trotz der Niederlage von General Nicholas Herkimers Entsatztruppen in der Schlacht von Oriskany. Während St. Leger mit der Schlacht beschäftigt war, befahl Willett einen Ausfall, der einen Großteil der britischen Vorräte vernichtete. Von den Indianer verlassen brach die Belagerung am 22. August und Benedict Arnold traf am 24. August als Ablösung ein.
Gansevoort erhielt den anerkennenden Dank des Kongresses, als John Adams notierte, dass „Gansevoort gezeigt hatte, dass es möglich ist, ein Fort zu halten.“

## 1778–1781
Gansevoort machte zum Schluss Fort Stanwix zur Garnison des 1. New Yorker Regiments. Er zog mit seinem Hauptquartier zu seinem neuen Kommando in Fort Saratoga nahe dem heutigen Schuylerville um. Er führte sein Regiment in der Sullivan-Expedition 1779 an. Gansevoort hatte eine weitere Krankheitsphase im Winter 1779–1780 und kehrte für eine Weile nach Hause zurück, aber im Juli 1780 war er mit seinem Regiment zurück in West Point. Er erhielt das Kommando über die New Yorker Brigade und richtete sein Hauptquartier wieder in Fort Saratoga ein.
Durch die Reorganisation und Verkleinerung der New Yorker Frontlinie 1781, verlor Gansevoort seine Aufgaben in der Kontinentalarmee. Er kehrte nach Hause zurück und wurde Brigadegeneral in der Albany County-Miliz.

## Nach dem Amerikanischen Unabhängigkeitskrieg
Gansevoort richtete sich in Albany häuslich ein und leitete die Familienbrauerei. Er erweiterte die Farmen und ließ Kornmühlen und ein Sägewerk in dem Gebiet errichten, wo heute Gansevoort steht. Er diente eine Weile als Sheriff von Albany County und als Beauftragter für Indianerfragen und setzte seine Unterstützung des Militärs in der Miliz und als Quartiermeister fort.
Gansevoort hatte am 12. Januar 1778 Catherine „Katy“ Van Schaik in deren Elternhaus in Albany geheiratet. Sie war die Tochter von Wessel und Maria Van Schaik und ihr Bruder Goose war 1775 Gansevoorts Kommandeur und Oberst gewesen. Mit den Jahren hatten sie mindestens drei Kinder; Peter Jr., Leonard und Maria. Leonards Sohn Guert Gansevoort hatte eine bedeutende Marinekarriere, die über 45 Jahre dauerte. Maria heiratete 1814 Alan Melville, und ihr Sohn war der Autor Herman Melville.
1809 wurde Gansevoort Brigadegeneral in der United States Army und kommandierte das Norddepartement. 1811 wurde er in das Präsidium des Militärgerichtes über General James Wilkinson berufen, der ein Komplize in Aaron Burrs westlicher Verschwörung gewesen war. Wilkinson wurde als nicht schuldig befunden und schloss zu Weihnachten die Sitzung. Während der eiligen Heimfahrt kehrte Gansevoorts alte Krankheit wieder, und er erholte sich nicht wieder davon. Er starb zu Hause in Albany.